# Lierneux
Lierneux (en való Lierneu) és un municipi belga de la província de Lieja a la regió valona. Comprèn les seccions d'Arbrefontaine, Bra i Lierneux.

## Nuclis
Bra, Trou de Bra, Grand Heid, Reharmont, Sur le Thiers, Derrière le Thiers, Les Villettes, Erria, Pont de Villettes, Florêt, La Chapelle, Odrimont, Jevigné, Verleumont, Hierlot, Petit-Sart et Grand-Sart.

## Galeria d'imatges

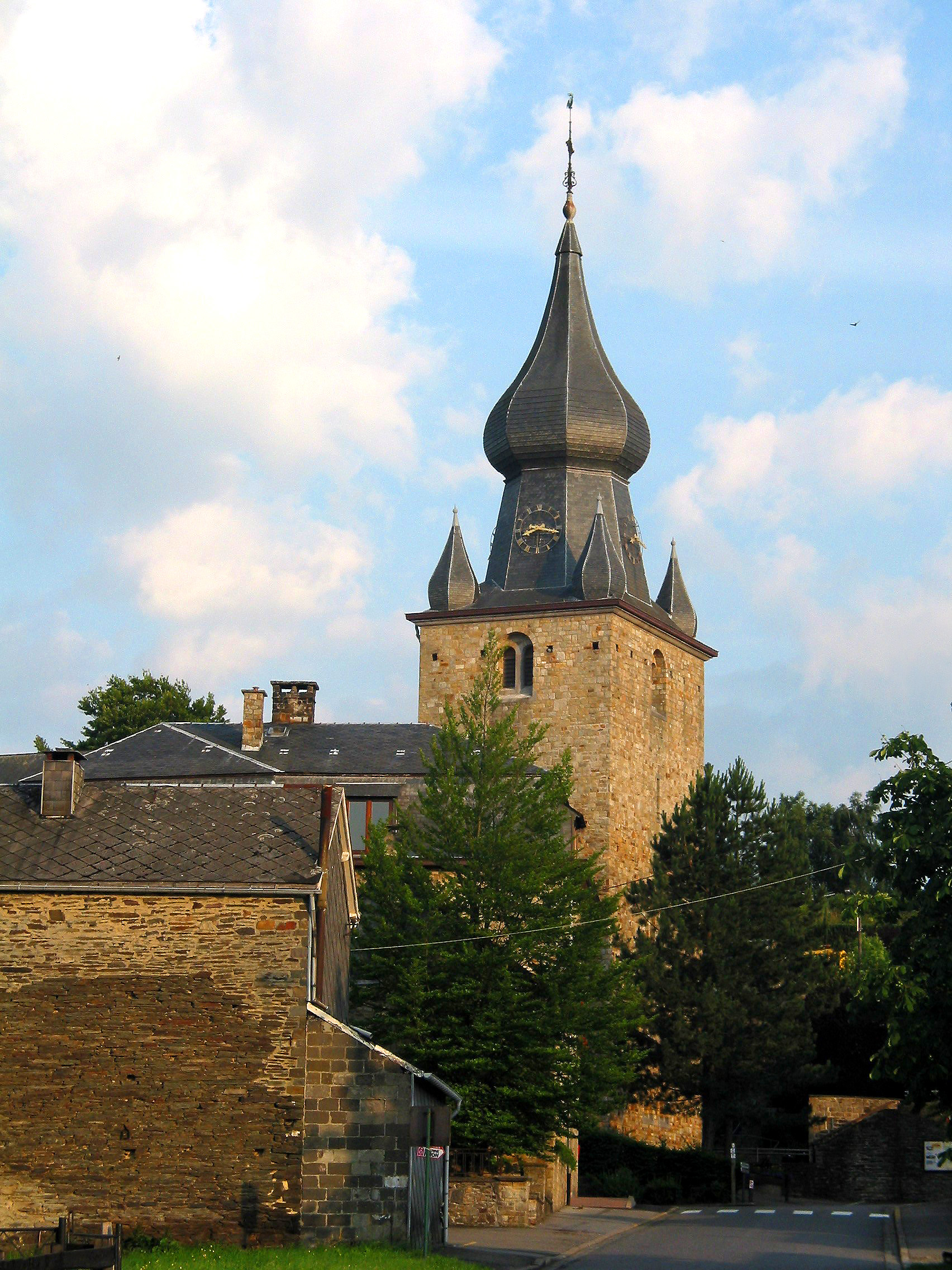
Església de Saint-André.
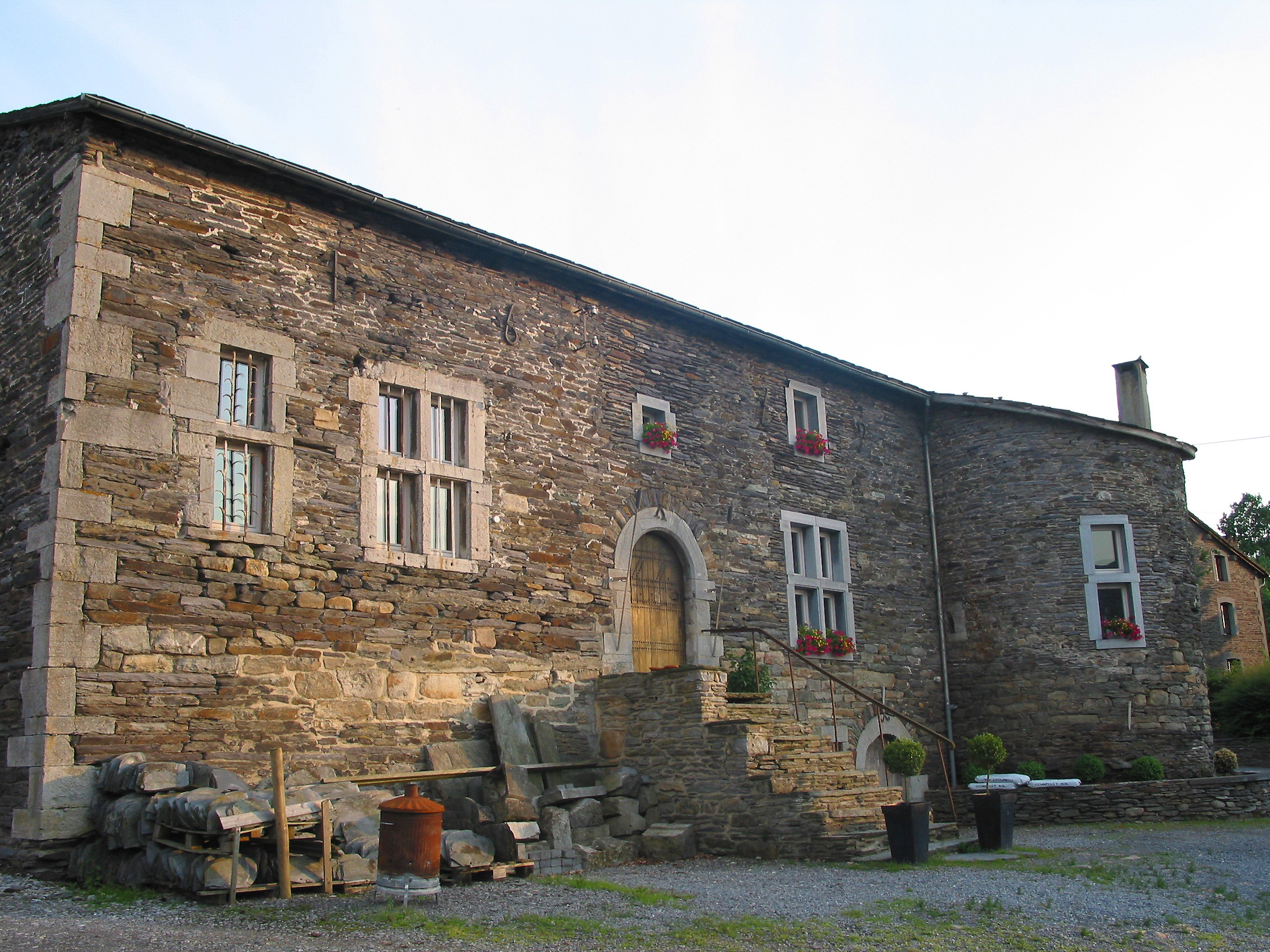
Antiga mansió.
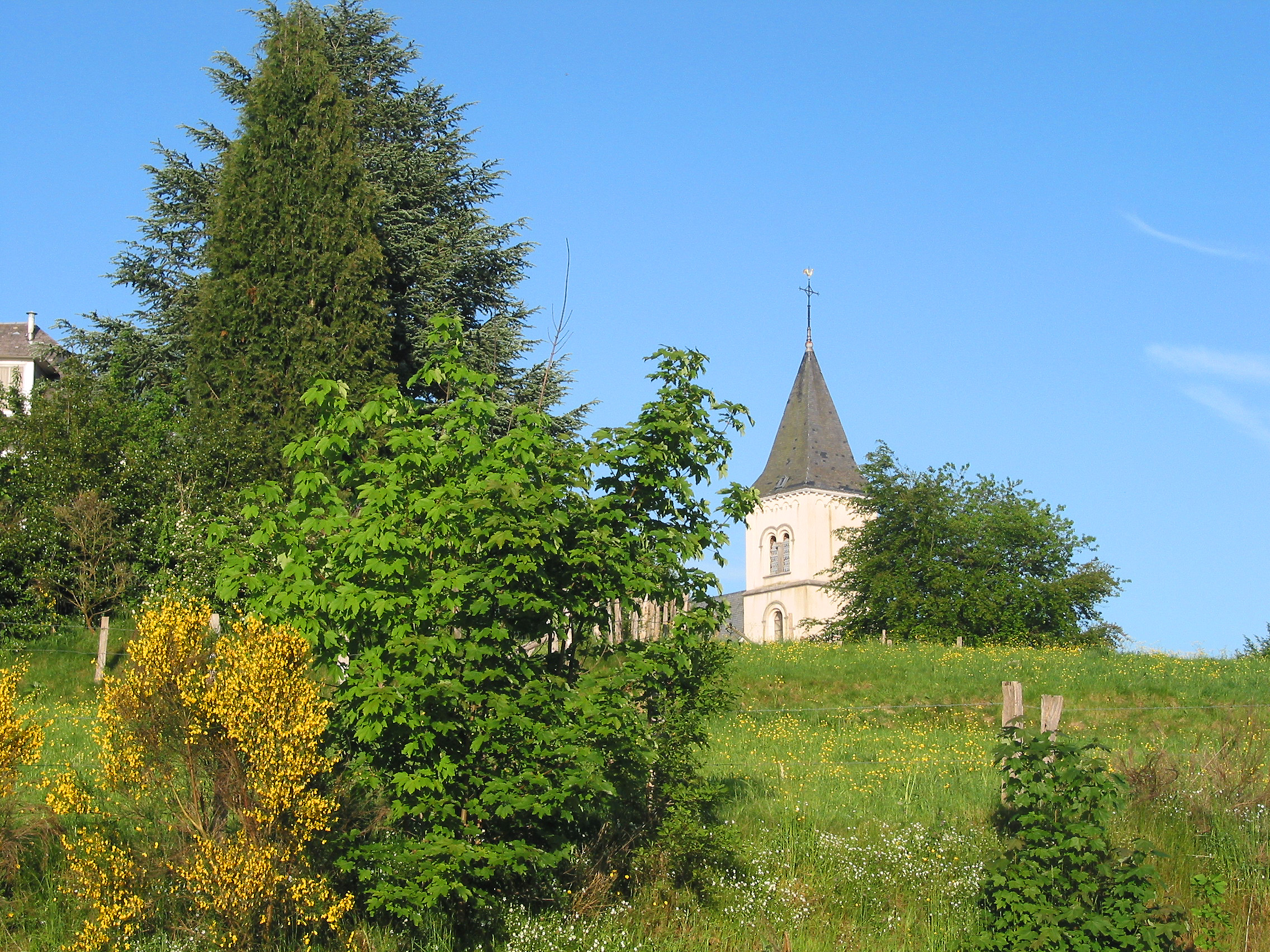
Església de Les Villettes.
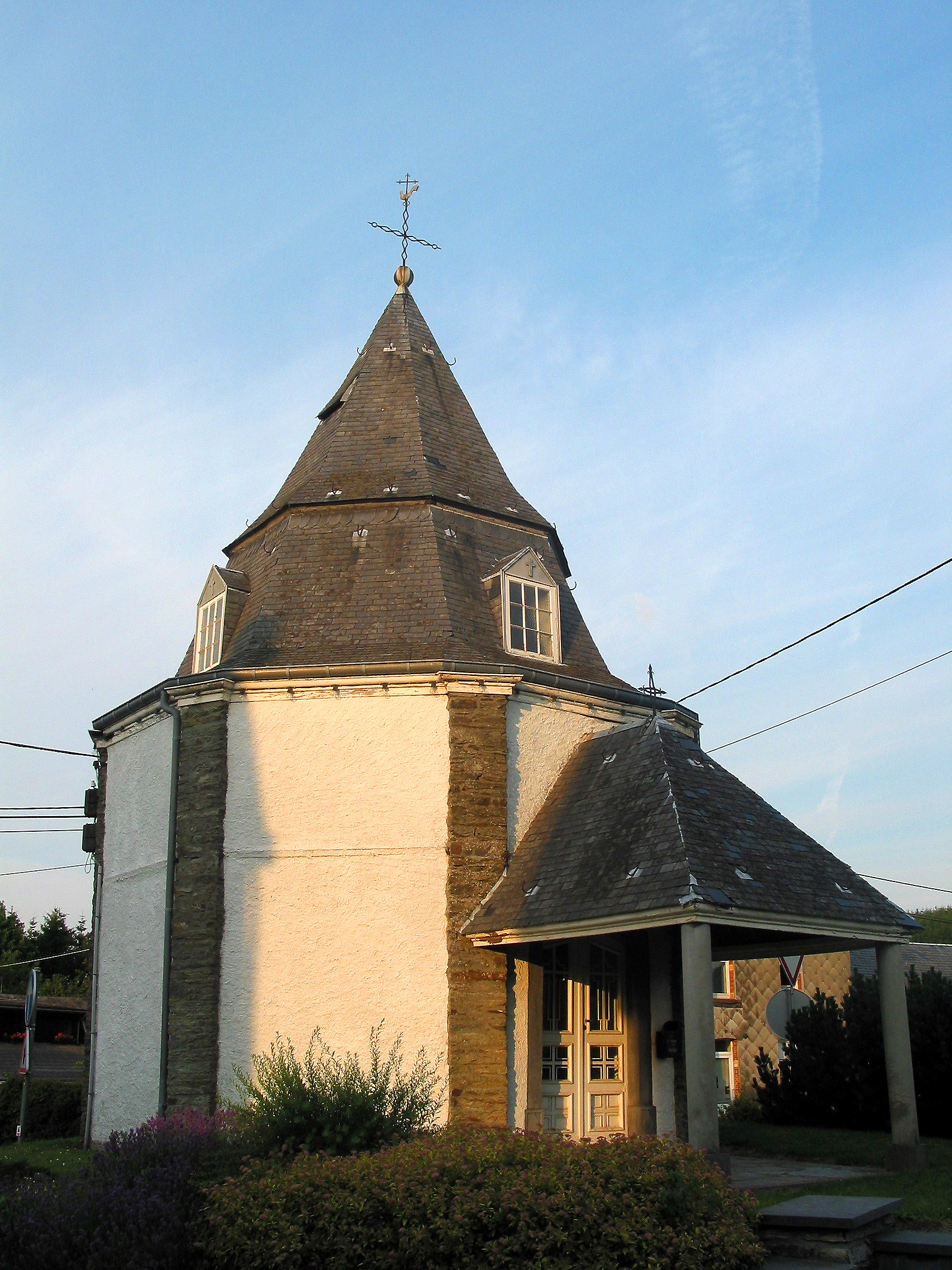
Capella de la Salette.